# La isla mínima
La isla mínima is een Spaanse film uit 2014 onder regie van Alberto Rodríguez. De film ging in première op 19 september op het Internationaal filmfestival van San Sebastian en won tientallen filmprijzen.

## Verhaal
In het zuiden van Spanje worden in de jaren 1980 enkele tienermeisjes brutaal vermoord tijdens de lokale festiviteiten in een klein stadje in Andalusië. Juan en Pedro, twee rechercheurs van de afdeling moordzaken worden belast met het moordonderzoek en naar het gebied rond de Guadalquivirmoerassen gestuurd. De twee zijn tegenpolen van elkaar maar zijn verplicht samen te werken om de moordenaar te ontmaskeren in dit mistroostig gebied waar de bevolking heel zwijgzaam is tegenover de vreemdelingen.

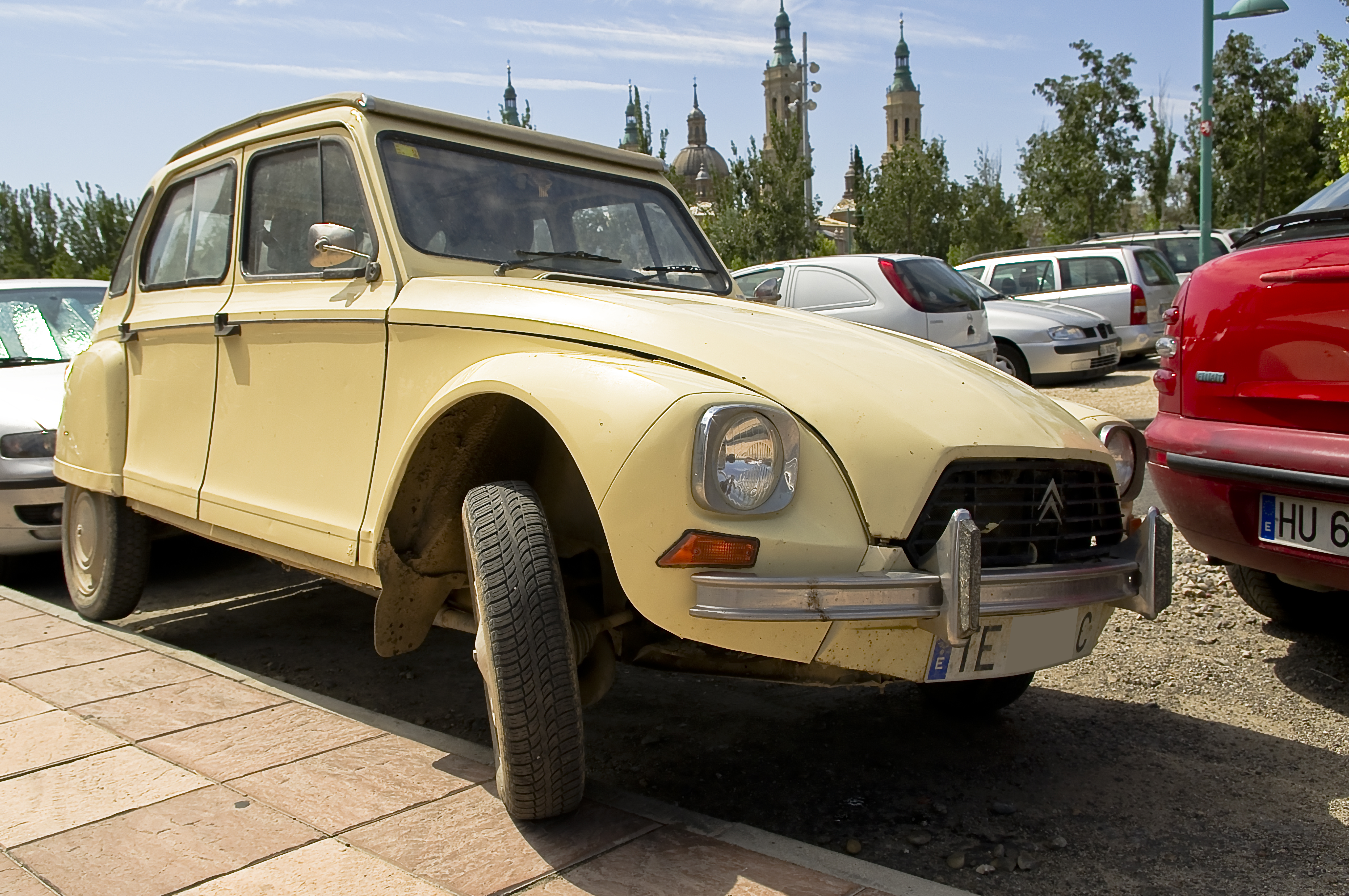
Een Citroën Dyane speelt een belangrijke rol in de film

## Rolverdeling
| Acteur              | Personage             |
| ------------------- | --------------------- |
| Javier Gutiérrez    | Juan Robles           |
| Raúl Arévalo        | Pedro Suárez          |
| Antonio de la Torre | Rodrigo               |
| Nerea Barros        | Rocío                 |
| Jesús Castro        | Señora Varela "Quini" |
| Mercedes León       | Señora Casa Coto      |
| Adelfa Calvo        | Fernanda              |
| Manolo Solo         | Journalist            |

## Ontvangst

### Prijzen en nominaties
De film won 57 filmprijzen en werd voor 41 prijzen genomineerd. Een selectie:
| Jaar | Evenement                           | Categorie                         | Genomineerde                                            | Resultaat   |
| ---- | ----------------------------------- | --------------------------------- | ------------------------------------------------------- | ----------- |
| 2014 | San Sebastián (62ste editie)        | Gouden Schelp voor beste film     | La isla mínima                                          | Genomineerd |
| 2014 | San Sebastián (62ste editie)        | Zilveren Schelp voor beste acteur | Javier Gutiérrez                                        | Gewonnen    |
| 2014 | San Sebastián (62ste editie)        | Juryprijs voor beste camerawerk   | Alex Catalán                                            | Gewonnen    |
| 2014 | San Sebastián (62ste editie)        | Premio Feroz Zinemaldia           | La isla mínima                                          | Gewonnen    |
| 2015 | Premios Goya (29ste uitreiking)     | Beste film                        | La isla mínima                                          | Gewonnen    |
| 2015 | Premios Goya (29ste uitreiking)     | Beste regisseur                   | Alberto Rodríguez                                       | Gewonnen    |
| 2015 | Premios Goya (29ste uitreiking)     | Beste acteur                      | Javier Gutiérrez                                        | Gewonnen    |
| 2015 | Premios Goya (29ste uitreiking)     | Beste acteur                      | Raúl Arévalo                                            | Genomineerd |
| 2015 | Premios Goya (29ste uitreiking)     | Beste mannelijke bijrol           | Antonio de la Torre                                     | Genomineerd |
| 2015 | Premios Goya (29ste uitreiking)     | Beste vrouwelijke bijrol          | Mercedes León                                           | Genomineerd |
| 2015 | Premios Goya (29ste uitreiking)     | Beste debuterend actrice          | Nerea Barros                                            | Gewonnen    |
| 2015 | Premios Goya (29ste uitreiking)     | Beste origineel scenario          | Alberto Rodríguez, Rafael Cobos                         | Gewonnen    |
| 2015 | Premios Goya (29ste uitreiking)     | Beste camerawerk                  | Álex Catalán                                            | Gewonnen    |
| 2015 | Premios Goya (29ste uitreiking)     | Beste montage                     | José M. G. Moyano                                       | Gewonnen    |
| 2015 | Premios Goya (29ste uitreiking)     | Beste artdirector                 | Pepe Domínguez                                          | Gewonnen    |
| 2015 | Premios Goya (29ste uitreiking)     | Beste productiemanager            | Manuela Ocón                                            | Genomineerd |
| 2015 | Premios Goya (29ste uitreiking)     | Beste geluid                      | Daniel de Zayas, Nacho Royo-Villanova, Pelayo Gutiérrez | Genomineerd |
| 2015 | Premios Goya (29ste uitreiking)     | Beste speciale effecten           | Pedro Moreno, Juan Ventura                              | Genomineerd |
| 2015 | Premios Goya (29ste uitreiking)     | Beste kostuums                    | Fernando García                                         | Gewonnen    |
| 2015 | Premios Goya (29ste uitreiking)     | Beste grime en haarstijl;         | Yolanda Piña                                            | Genomineerd |
| 2015 | Premios Goya (29ste uitreiking)     | Beste filmmuziek                  | Julio de la Rosa                                        | Gewonnen    |
| 2015 | Europese filmprijzen (28ste editie) | People’s Choice Award             | La isla mínima                                          | Gewonnen    |

## Productie
De film kreeg positieve kritieken en werd beschouwd als een van de beste Spaanse films van 2014 met 10 prijzen (op 17 nominaties) tijdens de uitreiking van de Spaanse Premios Goya. Op Rotten Tomatoes kreeg de film van de filmcritici een score van 88%. De film kreeg tevens de publieksprijs tijdens de uitreiking van de 28e Europese Filmprijzen in 2015.